# إدوارد ميلز
إدوارد ميلز (7 مارس 1863 في المملكة المتحدة - 9 يوليو 1956 في أستراليا) (بالإنجليزية: Edward Mills)‏ هو لاعب كريكت نيوزلندي.

## وصلات خارجية
- إدوارد ميلز على موقع إي آس بي آن كريك إنفو (الإنجليزية)